# .kn
.kn je internetová Národní doména nejvyššího řádu pro Svatý Kryštof a Nevis (podle ISO 3166-2:KN). Doménu spravuje University of Puerto Rico.
V současné době není příliš využívaná, místo ní se používají převážně domény .org, případně .com.
Na ostrově je z celkového počtu 38 870 obyvatel asi 10 000 uživatelů internetu.